# Minyan (film)
Pour la notion du judaïsme, voir Minian.
Pour plus de détails, voir Fiche technique et Distribution.
Minyan est un film américain réalisé par Eric Steel, sorti en 2020.

## Synopsis
David, 17 ans, vit à Brighton Beach vit avec sa famille juive d'origine russe. Violenté par son père et couvé par sa mère, il ne peut pas exprimer son homosexualité.

## Fiche technique
- Titre : Minyan
- Réalisation : Eric Steel
- Scénario : Daniel Pearle et Eric Steel d'après la nouvelle de David Bezmozgis
- Musique : David Krakauer et Kathleen Tagg
- Photographie : Ole Bratt Birkeland
- Montage : Ray Hubley
- Production : Luca Borghese, Luigi Caiola, Ben Howe et Eric Steel
- Société de production : AGX
- Société de distribution : Strand Releasing (États-Unis)
- Pays :  États-Unis
- Genre : Drame
- Durée : 118 minutes
- Dates de sortie : 
  -  Allemagne : 22 février 2020 (Berlinale)
  -  France : 29 octobre 2021

## Distribution
- Samuel H. Levine : David
- Ron Rifkin : Josef
- Christopher McCann : Herschel
- Mark Margolis : Itzik
- Richard Topol : Zalman
- Brooke Bloom : Rachel
- Alex Hurt : Bruno
- Carson Meyer : Alicia
- Zane Pais : Nathan
- Eleanor Reissa : Mme. Greenberg
- Gera Sandler : Simon
- Lawrence Jansen : le fils d'Itzik
- Chris Perfetti : Eric
- Zuzanna Szadkowski : Rivka
- Sacha Seberg : M. Zeydenbaum

## Distinctions
- Berlinale 2020 : sélection officielle en compétition dans la section Panorama
- Queer Lisboa 2021 : meilleur film

## Accueil
Le film a reçu un accueil favorable de la critique. Il obtient un score moyen de 68 % sur Metacritic.